# Stirojoppa violaceipennis
Stirojoppa violaceipennis là một loài tò vò trong họ Ichneumonidae.